# This One
«This One» es una canción compuesta por el músico británico Paul McCartney y publicada en el álbum de estudio de 1989 Flowers in the Dirt. La canción fue publicada como segundo sencillo promocional del álbum en diferentes formatos: vinilo de 7", maxisencillo, casete y CD, y alcanzó el puesto 18 en la lista británica UK Singles Chart.
El sencillo fue acompañado de dos videoclip, dirigidos por Tim Pope y Dean Chamberlain, con imágenes de la cultura hindú. El videoclip de Pope fue incluido en el DVD de 2007 The McCartney Years. 

## Lista de canciones
| Vinilo de 7" 1. «This One» 2. «The First Stone» | Vinilo de 12" 1. «This One» 2. «The First Stone» 3. «Good Sign» | CD 1. «This One»« 2. » The First Stone 3. «I Wanna Cry» 4. «I'm In Love Again» |